# ヤン・ニェメツ

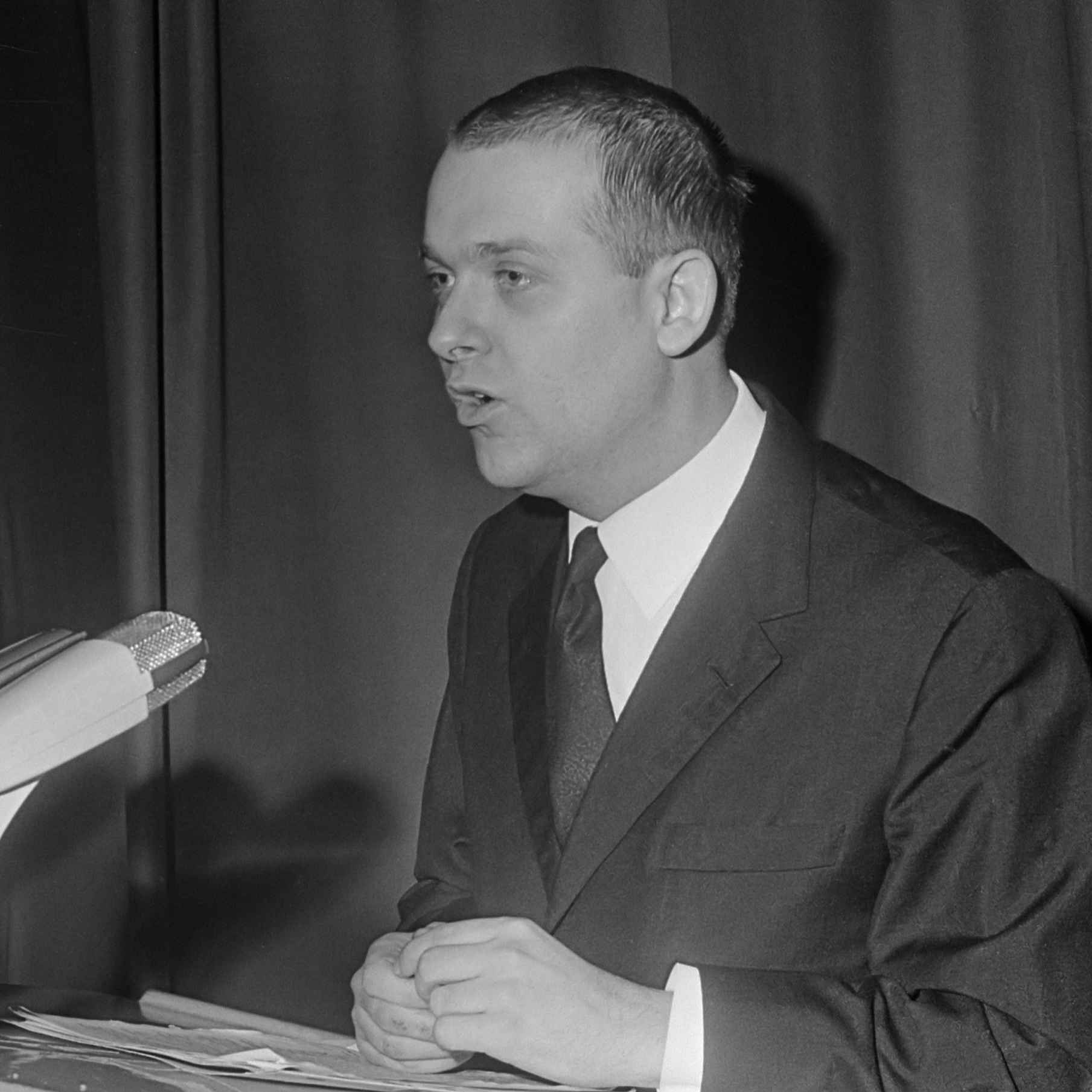
ヤン・ニェメツ、1967年

ヤン・ニェメツ（-ニェメッツとも、Jan Němec、1936年7月12日 プラハ - 2016年3月18日）は、チェコの映画監督であり、そのもっとも重要な作品は1960年代からのものである。映画史家ピーター・ヘイムズは、「チェコ・ヌーヴェルヴァーグのアンファン・テリブル（enfant terrible of the Czech New Wave）」と表現した。

## 来歴
1936年7月12日、当時のチェコスロヴァキア（現チェコ）の首都プラハに生まれる。1954年、プラハ芸術アカデミー映画学部（FAMU）監督科に入学。在学中の助監督経験を経て、1960年の卒業制作『一口分の食料 A Loaf of Bread（Sousta）』で、同年のアムステルダム学生映画祭でオランダ映画連盟銀薔薇賞、翌1961年、オーバーハウゼン短編映画祭で大賞、メルボルン国際映画祭では特別賞をそれぞれ受賞、24歳にして国際的な名声を得る。
バランドフ撮影所（Barrandov Studios）に入り、1964年、長篇映画『夜のダイヤモンド』（Diamonds of the Night、Démanty noci、1964年）で長篇監督としてデビュー、同年のマンハイム国際映画祭で大賞、翌1965年にはペサロ映画祭で長編映画国際批評家賞を獲得する。同作は日本でも1968年9月にATGの配給で公開されている。
翌1965年、イジー・メンツェル、エヴァルト・ショルム（Evald Schorm）、ヴェラ・ヒティロヴァ、ヤロミル・イレシュという若手監督によるオムニバス映画『海底の真珠 Perličky na dně』に参加。
1974年、西ドイツに政治亡命、スウェーデン、イギリスのテレビ界で活躍したのちに渡米。1989年11月チェコに帰国。1993年、映画製作配給会社「ヤン・ニェメツ・フィルム」を設立。現在にいたる。

## 人物
ニェメツの映画作家としてのキャリアは1950年代末、プラハ芸術アカデミー映画学部（FAMU）の学生だったときに始まる。同校は当時のチェコスロヴァキアにおける映画実習のための最高の名門校であった。当時のチェコスロヴァキア政府はソ連の傀儡政権が支配しており、表現の自由は検閲と政府の意見に従うものであった。しかしながら、1950年代初頭には純然たるプロパガンダ映画が衰退し、チェコスロヴァキア映画産業の内部に、たとえばヤン・プロハースカのような重要でパワフルな人々が存在したおかげで、1960年代は、チェコ映画における国際的に認められたクリエイティヴな波へと導かれた。その波は「チェコ・ヌーヴェルヴァーグ」として知られるようになり、ニェメツはその一部分を演じることとなった。
卒業制作として、アルノシュト・ルスティク（Arnošt Lustig）が作者自身のホロコースト体験をもとにした短篇『2回戦 Druhé kolo』を翻案し、短編映画『一口分の食料』をつくった。やがてニェメツが『夜のダイヤモンド』（1964年）を監督するとき、ルスティクの作品に戻ってくることになる。同作もホロコーストに題材をとり、そして影響力のある作品となった。この映画は、集中キャンプへ向かう乗り換え列車から逃亡するふたりの少年の運命を追う。特筆されるのは、ホロコースト体験の劇的な主題化に実験的技術を用い、フラッシュバックあり、幻覚を模造し、通常ではありえないダブル・エンディングがあり、その主人公の運命に関して不確かさを残すことである。ニェメツの最初の大成功であり、検閲を通過するあいだに、来るべき政治運動のための基盤を築くのを助けた。もっと重要なことは、審美的かつ技術的なマイルストンを、限界状況下の人間の体験の探求の中に打ち立てたことだ。
もっとも悪名高い作品は、『祝祭と客 A Report on the Party and the Guests』（O slavnosti a hostech、1966年）である。話の筋は、ピクニックにでかけた友人たちのグループをめぐって進み、イヴァン・ヴィスコチル（Ivan Vyskočil）演じるカリスマ的サディストの開く奇妙な宴に招かれた彼らは、結果的にはほとんどがサディストによって、抵抗する者が追い詰められるうちに、盲目的な一致と残忍さのなかに埋められてしまう。当局から悪い受け取られ方をされた同作にあって、映画のなかのヴィスコチルはレーニンに注目に値するほどよく似ていた。さらにキャストは、当時のチェコスロヴァキアにおける反体制派の知識人のヴァーチャルな名士録であった。同作は、共産主義体制に対してたいへん破壊的なものとみなされ、大統領は同作を観ることについて「いらいらする climb the walls」と言われ、ニェメクは破壊活動容疑で逮捕された。
『祝祭と客』からの政治的墜落の前に、すでに承認され撮影もした、もうひとつの長篇映画があった。『愛の殉教者たち Martyrs of Love』（Mučedníci lásky、1966年）がそれである。同作は、おそらくかつてニェメツ自身がトラブルをかかえていた心のなかにあって、完全に没政治的なものであったが、作品のもつシュルレアリスム的でリリカルなスタイルは当局になびくものではなかった。ニェメクは、政府認可システムのアウトサイドで仕事をすることを余儀なくされ、『母と子 Mother and Son』（Mutter und Sohn、1967年）を製作した。同作はオーバーハウゼン映画祭で賞を獲った。
つぎのもっとも重要な長編映画はドキュメンタリー『プラハのためのオラトリオ Oratorio for Prague』（製作クロード・ベリ、ジャン＝ピエール・ラッサム）であり、同作はあのリベラルな「プラハの春」に終焉をもたらせた1968年のソ連のプラハへの軍事介入を描いた。発禁処分を受けたが、ニェメツのフッテージは、結果、侵略映像のストックとして無数の国際報道機関に使われた。のちにニェメツは、フィリップ・カウフマンの『存在の耐えられない軽さ』（1988年）の原作（ミラン・クンデラ）翻案のアドヴァイザーでもあり、同作では、集められた侵略についてのニェメツのオリジナルな映画作品が使われた。
「1968年」後、チェコスロヴァキアを離れドイツに行き、最終的にはアメリカ合衆国に移住する。伝統的映画の世界で仕事することはできなかったおかげで、スウェーデン王室の婚礼のドキュメンタリー
を含めた、結婚式記録するためにビデオカメラを使用する先駆者となった。
1989年のチェコスロヴァキアにおける共産主義の崩壊後、祖国に戻り、いくつかの作品を撮った。『母との夜の会話 Late Night Talks with Mother』（Nočni hovory s matkou、2000年）は、ロカルノ国際映画祭で金豹賞を受賞した。

## 註
1. ↑  http://www.ce-review.org/01/17/kinoeye17_hames.html
2. ↑  http://www.ce-review.org/01/17/interview17_kosulicova.html